# Elina Tzengko
Elína Tzéngko (in greco Ελίνα Τζένγκο?; Kallikrateia, 2 settembre 2002) è una giavellottista greca, campionessa europea a Monaco di Baviera 2022.

## Biografia
Nel 2018 Elina partecipò ai Giochi olimpici giovanili e si aggiudicò la medaglia d'oro stabilendo il record personale di 63,34 metri. Il 1º agosto 2020, all'età di 17 anni, stabilì il nuovo record mondiale under 20 nel lancio del giavellotto raggiungendo la distanza di 63,96 metri. Tuttavia la World Athletics non ufficializzò il primato poiché gli organizzatori del campionato greco non avevano organizzato alcun tipo di controllo antidoping prima dell'evento.
Nel 2022, agli Europei di Monaco di Baviera, conquista la medaglia d'oro grazie al terzo lancio della finale che la porta a raggiungere la misura di 65,81 metri, stabilendo il nuovo record personale.

## Palmarès
| Anno | Manifestazione      | Sede         | Evento                 | Risultato | Prestazione | Note                          |
| ---- | ------------------- | ------------ | ---------------------- | --------- | ----------- | ----------------------------- |
| 2018 | Olimpiadi giovanili | Buenos Aires | Lancio del giavellotto | Oro       | 63,34 m     | Miglior prestazione personale |
| 2021 | Europei U20         | Tallinn      | Lancio del giavellotto | Oro       | 61,18 m     |                               |
| 2021 | Mondiali U20        | Nairobi      | Lancio del giavellotto | Argento   | 59,60 m     |                               |
| 2022 | Mondiali            | Eugene       | Lancio del giavellotto | 20ª (q)   | 57,12 m     |                               |
| 2022 | Europei             | Monaco       | Lancio del giavellotto | Oro       | 65,81 m     | Miglior prestazione personale |
| 2023 | Europei U23         | Espoo        | Lancio del giavellotto | Oro       | 60,73 m     |                               |
| 2023 | Mondiali            | Budapest     | Lancio del giavellotto | 30ª (q)   | 54,27 m     |                               |
| 2024 | Europei             | Roma         | Lancio del giavellotto | 6ª        | 59,46 m     |                               |
| 2024 | Giochi olimpici     | Parigi       | Lancio del giavellotto | 9ª        | 61,85 m     |                               |

## Campionati nazionali
2020
- Oro ai campionati greci, lancio del giavellotto - 61,76 m

2021
- Oro ai campionati greci, lancio del giavellotto - 60,43 m

2022
- Oro ai campionati greci, lancio del giavellotto - 59,95 m

2023
- Oro ai campionati greci, lancio del giavellotto - 58,50 m

## Altre competizioni internazionali
2022
- 6ª al Memorial Van Damme ( Bruxelles), lancio del giavellotto - 59,98 m
- 7ª al Meeting de Paris ( Parigi), lancio del giavellotto - 58,16 m

2023
- 10ª al Meeting de Paris ( Parigi), lancio del giavellotto - 55,02 m

2025
- Oro alla Xiamen Diamond League ( Xiamen), lancio del giavellotto - 64,75 m[4]
- Oro alla Shanghai Diamond League ( Shaoxing), lancio del giavellotto - 64,90 m
- Oro al Meeting international Mohammed VI d'athlétisme de Rabat ( Rabat), lancio del giavellotto - 64,60 m
- Oro ai Campionati europei a squadre di atletica leggera ( Madrid), lancio del giavellotto - 62,23 m
- Bronzo all'Athletissima ( Losanna), lancio del giavellotto - 58,82 m

## Riconoscimenti
- Atleta europea emergente dell'anno (2022)